# Cowboydetektiven
Cowboydetektiven er en amerikansk stumfilm fra 1919 af Ira M. Lowry.

## Medvirkende
- Louis Bennison som Speedy Meade
- Katherine MacDonald som Mary Dillman
- Neil Moran som Robert Bridges
- Claire Adams som Alice Hall
- Norman Jefferies som Bud Lester